# 印尼森林砍伐

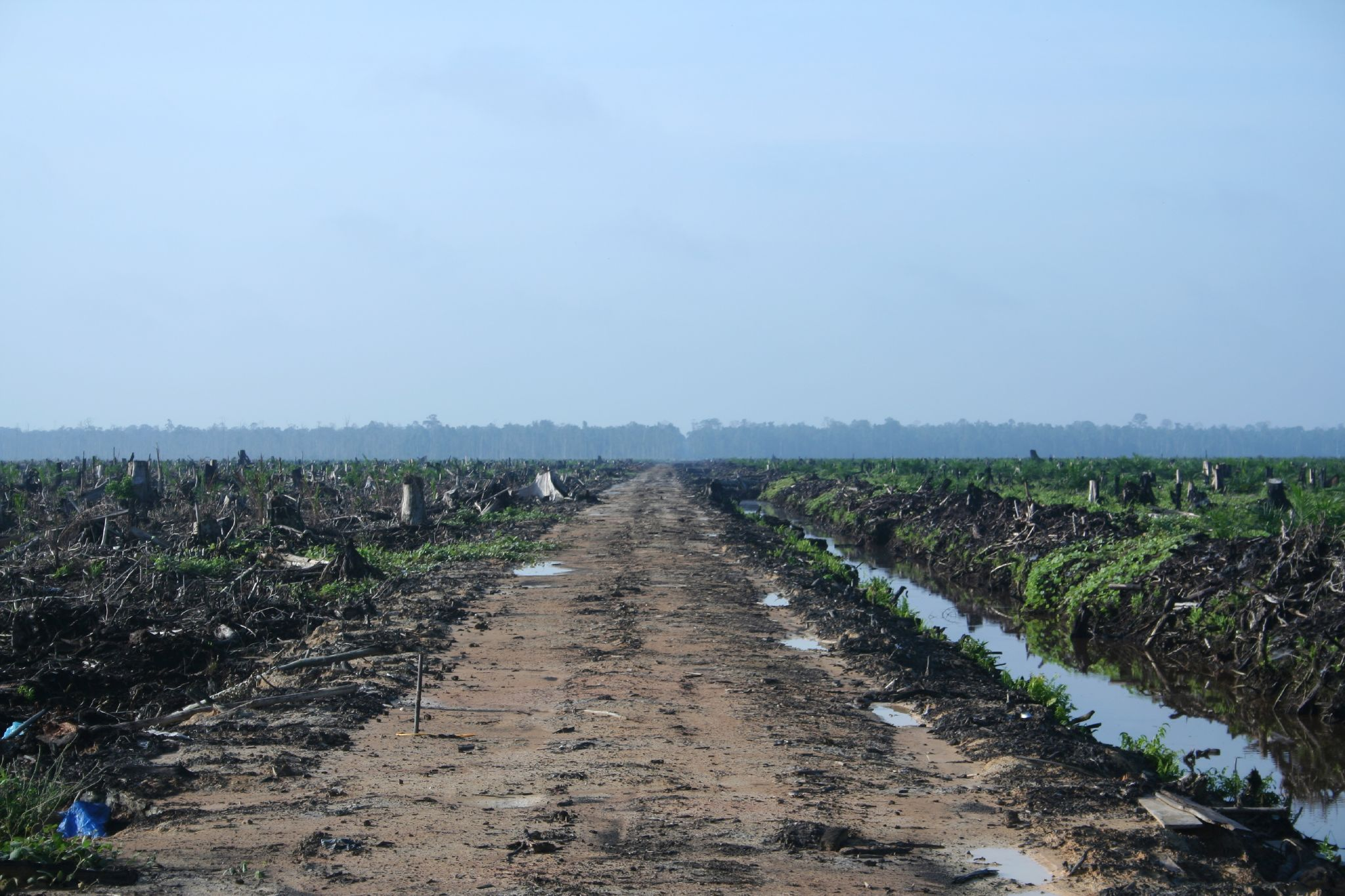
在蘇門答臘島廖內省，砍伐森林供開闢油棕種植園之用（2007年）。

印尼森林砍伐（英語：Deforestation in Indonesia）所談的是該國的森林和植被歷經長期砍伐/焚燒而發生大量喪失的情況；喪失產生巨大的環境和社會的影響。印尼森林中的生物多樣性排名世界第3位，僅次於巴西（亞馬遜雨林）和剛果民主共和國（剛果盆地）。
直到1900年，印尼仍是一個森林茂密的國家，森林佔全國土地總面積的84%。從1970年代開始，該國的森林砍伐速率開始加速，之後再進一步增快。估計在1900年左右，印尼的森林覆蓋面積為1.7億公頃（4.2億英畝），而到20世紀末已減少到低於1億公頃（2.5億英畝）。在2008年曾有估計，認為印尼的熱帶雨林將在10年之內會被砍伐殆盡。在印尼的進行的伐木作業中，據報導有高達80%屬於非法。
印尼大片森林已被大型跨國紙漿公司（如屬於金光集團的亞洲漿紙）所砍伐，而以種植園取代。農民和種植園主經常把森林燒毀。導致森林砍伐的另項主要原因是為伐木，以滿足中國和日本對於木材的需求。農業發展和人口遷移計畫把大量人口遷入雨林地區，進一步把森林砍伐速率加快。
伐木和焚燒森林以開墾土地，讓印尼成為世界第3大溫室氣體排放國，僅次於中國和美國。森林火災經常把高容量的碳匯（包括原始森林和泥炭沼澤森林）摧毀。為解決此一問題，印尼在2011年5月宣布暫停核發新的伐木合同。此項措施在短期內看來似乎無效，因為森林砍伐的速度仍持續增加中。印尼到2012年的森林砍伐速度已超過巴西（參見巴西森林砍伐），成為世界上速度最快的國家。但由於巴西新的政治領導層最近容許大幅度的森林砍伐，目前尚不清楚印尼和巴西之間的森林砍伐率對比。

## 歷史

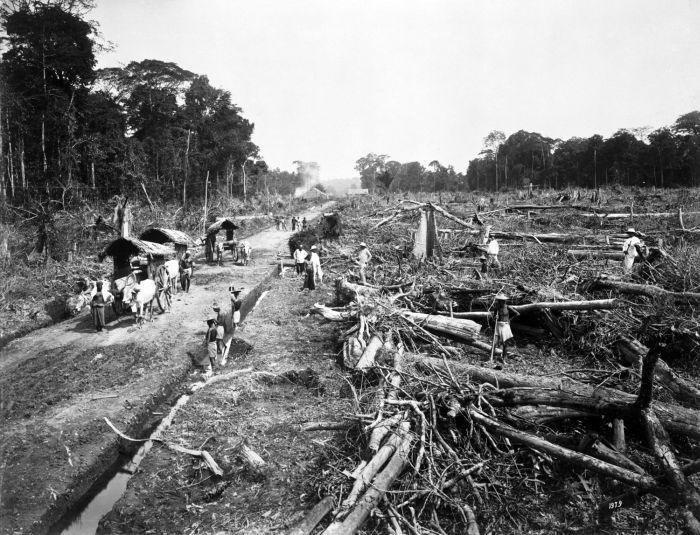
砍伐北蘇門答臘省森林以轉化為烟草種植園（約在1900年）。

印尼群島總共由約17,000個島嶼組成，是世界上生物多樣性排名在前的森林所在地。在1900年，印尼的森林總面積佔陸地總面積的84%。到1950年，作物種植園和小農戶耕地面積仍僅佔有小面積的土地。當時的原始森林覆蓋面積估計為1.45億公頃，另有1,400萬公頃的次生林和潮汐林。
印尼在1970年代初期開始利用這一寶貴資源開發木材加工業，為本國創造經濟效益。從1980年代後期到2000年，印尼造紙業的產能增加近700%，讓該國成為世界第7大紙漿生產國和第11大紙張生產國。
森林砍伐速率持續增長。印尼第6任總統蘇西洛·班邦·尤多約諾所發布的2009年國家環境報告，顯示印尼全國森林火災熱點的數量從2008年的19,192處增加到2009年的32,416處。印尼環境及林業部把這種森林火災增長歸咎於執法不力和地方當局監督不足的結果，而火災的主要原因就是森林砍伐。
印尼在1990年至2000年間已喪失20%的森林面積（2,400萬公頃），到2010年，印尼的森林面積僅剩下52%（9,400萬公頃）。儘管該國在2010年頒布暫停核准新的伐木合同，該國在2012年的森林砍伐面積仍持續增加至約840,000公頃，超過當年巴西的砍伐速度。印尼的森林砍伐速率在2016年達到峰值，隨後下降，下降比率約有30%（2009-2016年期間與2017-2019年期間相比）。這種下降經過研究後，可歸因於“各種政策組合的結果，包括禁止砍伐原始森林和在泥炭沼澤林地排水、審查土地使用特許及暫停開發新的油棕種植園和礦場”，加上對於現有種植園執行可持續性認證計劃。印尼還把240萬公頃森林土地所有權頒給鄰近相關社區，交由其利用及管理，但在2021年所發表的研究表示這類計劃並無把森林砍伐減少的證據。

## 導致森林砍伐的因素
在2001-2016年期間，導致印尼森林砍伐最大的單一因素是開闢油棕種植園，約佔全國砍伐行動的23%。把森林轉為草地/灌木林地佔20%，居第二位。開墾作為小型農地及小型混合種植園用途合計佔22%。為重建次生林而開闢的伐木道路和小規模開墾，佔約10%。其他原因（如採礦和興建魚塭）合佔約5%。

## 效果
快速和日益增加的森林砍伐危害到印尼所具有的生物多樣性，並造成大量溫室氣體排放，數量之大居全球排名最高國家之類。挖掘泥炭沼澤地並加以焚燒，導致嚴重的空氣污染，造成重大公共衛生問題。

## 受影響地區

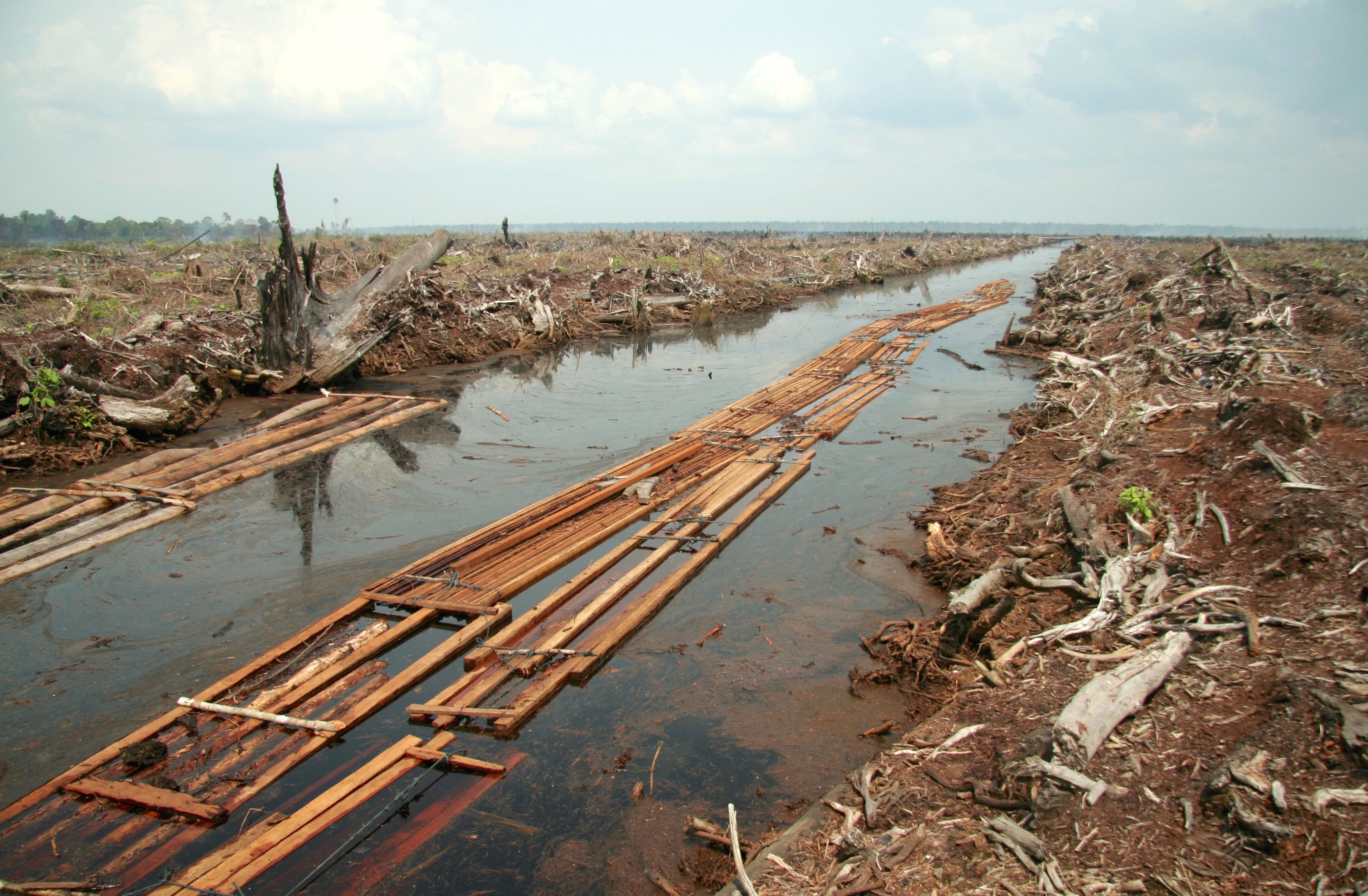
印尼一處泥炭沼澤森林經開墾後，供種植油棕之用（參見印尼棕櫚油產業）。

印尼具有豐盛的木材資源和生物多樣性的低地熱帶雨林，是面臨最大風險的所在。在蘇拉威西島的森林到2000年幾乎被完全清除，預計在蘇門答臘島和加里曼丹島的在幾年內也同樣會消失。
在蘇門答臘島，數以萬計平方公里的森林通常是棕櫚油公司在獲得中央政府核准開發後即予摧毀。從1991年到2014年間，由於在加里曼丹島上失控的火災，大片森林受到焚毀，污染空氣瀰漫而覆蓋整個東南亞地區。 

## 非法開墾

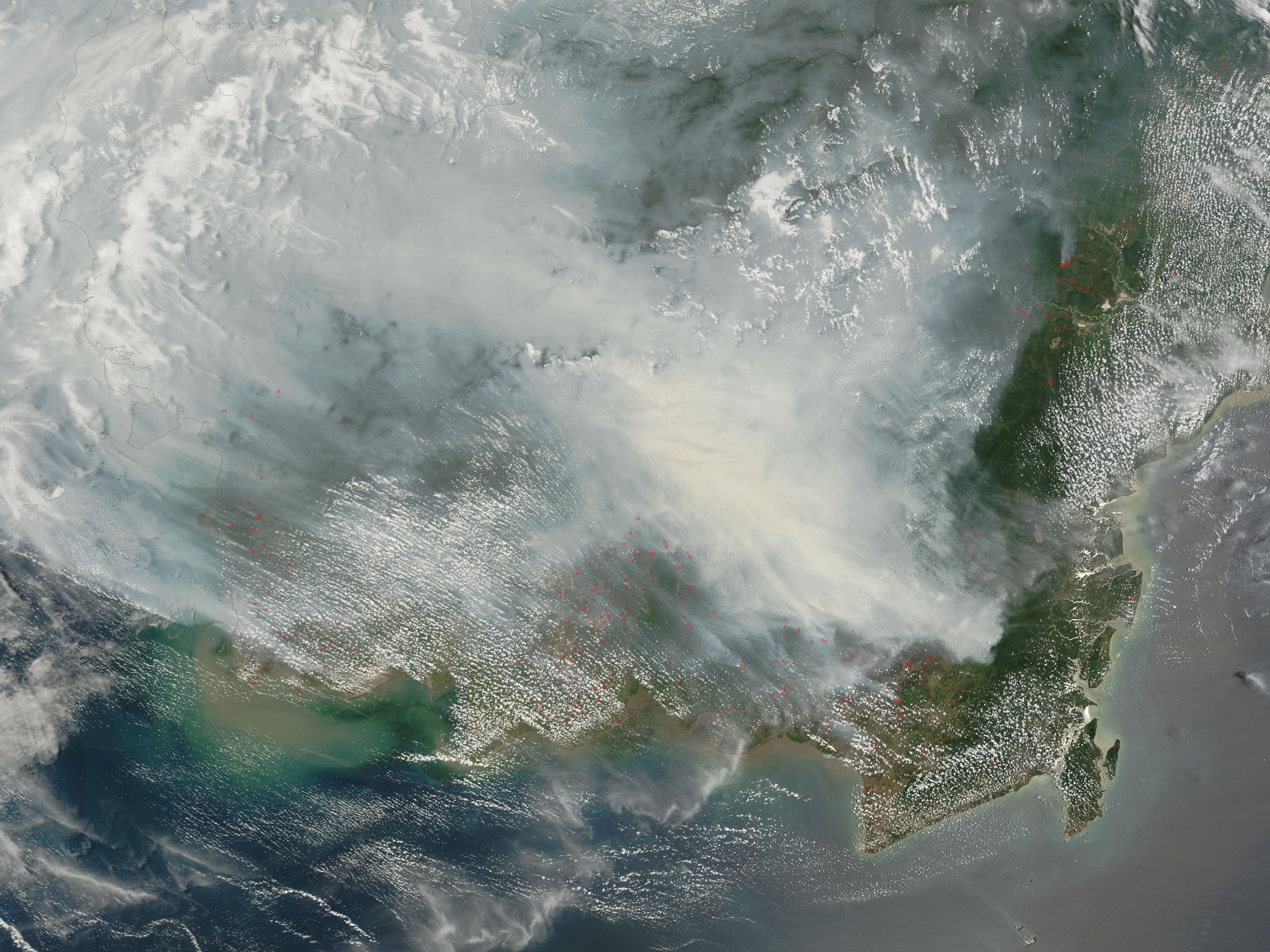
NASA泰拉衛星在2006年10月5日攝得濃煙密佈的加里曼丹島空照圖。這類事件通常是人們在旱季（8-10月）時因清理森林或是農業活動時的焚燒，火勢失控後發生在森林，或是泥炭沼澤森林大火後的結果。

聯合國環境署在一份2007年發布的報告中估計，印尼的木材採伐作業中有73%到88%屬於非法。隨後的估計把非法採伐比率降低為40%到55%之間。在2021年發表的研究估計印尼在轉化森林為油棕種植園的活動中，有81%屬於非法，印尼審計署發布的資料，顯示該國不到20%的棕櫚油產業活動會符合國家法律/法規的規範。
印尼的非法木材產品銷售主要是透過馬來西亞轉運。
私營公司受印尼當地和區域國際市場需求而產生的經濟利益，成為森林砍伐的罪魁禍首。這類農事產業公司不遵守法律規定，而採用低成本，但對於環境有害的開墾方式（例如焚燒森林）來開闢農業土地。根據印尼在1999年頒布的《林業法》規定，公司必須得到當局認可並取得IPK許可證（土地轉化許可（Land Conversion Permit (Izin Pemanfaatan Kayu – IPK）方可合法進行砍伐森林活動。由於印尼等大型開發中國家執法不嚴和法律/法規漏洞百出，林業保護工作無法正常執行，許多公司透過規避繁文縟節以違規伐木，把利潤極大化。
而一般教育程度較低的農村小農戶，以刀耕火種的原始方式從事農業活動。 他們在旱季來臨前先砍倒樹木，隨後在乾季裡將之放火焚燒，用所餘灰燼作為耕種作物的肥料使用。這種做法在同一塊土地上重複使用，直到土地養分被使用殆盡而無法產出足夠的農作物後，再移往下一塊土地重新使用相同耕作方式。這種生活模式加劇如印尼的開發中國家在林業可持續性方面遭遇到的挑戰。
在政治上，印尼政府為遏制森林砍伐方面的作為受到極多的批評。地方官員的腐敗招引外界對政府無力打擊非法伐木活動給予更劇烈的嘲諷。一位木材公司老闆Adelin Lis被控非法伐木，卻在2008年被判無罪獲釋而導致輿論譁然，引起人們對於印尼政治機構的諸多批評。
印尼政府正遭遇需要應對森林砍伐的管理，以及由於農村人口不斷遷入城市謀生，城市需要有可持續性發展的問題。印尼政府透過印尼人口遷移計劃把人們遷移進入雨林地區，而導致森林砍伐的結果，這種未顧及林業可持續性的做法也顯示印尼缺乏問責制度，而進一步增加對印尼政府在有效和盡責管理其城市發展和林業保護方面可信度方面的懷疑。

## 保護森林作為
遏制全球氣候變遷的的工作包括設計監測印尼森林砍伐進展，並激勵各國及地方政府制止這種情況。這個計劃的總稱是減少開發中國家砍伐森林和森林退化導致的排放）（簡稱REDD+）。這類系統中的一種，由智庫全球發展中心發起的森林監測行動平台，目前可顯示整個印尼的森林砍伐情況，按月更新數據。
印尼在2010年5月26日與挪威簽署一份意向書，暫停核發國內新伐木特許權兩年，如果印尼遵守承諾，將從挪威獲得高達10億美元的捐贈，以分期方式支付。預定這項簽訂將減緩印尼棕櫚油產業的擴充，並將暫停或是延緩在巴布亞省設立巨型農業莊園。資金最初將致力於確定印尼的氣候和森林戰略，建設制度化的監測、報告和核實減排的能力，並輔助建立政策和進行制度改革。挪威將協助印尼建立用以減少貪腐的系統，讓前述意向得以執行。印尼在2011年5月20日宣布暫停伐木兩年。到2013年又把暫停另延長兩年。
印尼是在2014年參與簽署《紐約森林宣言》約40個國家中的一國，簽署國自行承諾到2020年把國內森林砍伐減半，在2030年完全停止，並將數以億計英畝的退化土地予以復育。但這項宣言不具法律約束力，一些關鍵國家如巴西、中國和俄羅斯並未參與簽署。這項努力最終以失敗收場，在2014年至2020年之間，全球以及印尼的森林砍伐均有增加。在2021年11月，印尼是在英國格拉斯哥舉行的2021年聯合國氣候變化大會（簡稱COP26） 參與簽署《參與格拉斯哥峰會領導人關於森林和土地利用宣言（Glasgow Leaders' Declaration on Forests and Land Use）》的141個國家之一（參與國合計約擁有世界原始熱帶雨林的85%和全球森林覆蓋率的90%），承諾在2030年之前把森林砍伐結束，並將情況扭轉。
這項協議中附帶有約192億美元的相關資金承諾。，《格拉斯哥領導人宣言》與之前的紐約森林宣言相同，是在聯合國氣候變化框架公約之外所簽訂，並未具有法律約束力。在印尼簽署之後，該國政府旋即將承諾收回，印尼環境及林業部部長Siti Nurbaya Bakar表示，“強迫印尼在2030年達成零森林砍伐的目標顯然不恰當，也不公允”。

## 外部連結
- Forest Monitoring for Action (FORMA) （页面存档备份，存于） – Frequently updated online map of forest clearing in Indonesia
- "Asia Pulp & Paper announces end to deforestation in Indonesia," （页面存档备份，存于） Climate Action (12 February 2013)
- "Greenpeace supports Asia Pulp & Paper's commitment to end deforestation in Indonesia," RISIinfo.com (5 February 2013), press release